# Горно
Горно (итал. Gorno) је насеље у Италији у округу Бергамо, региону Ломбардија.
Према процени из 2011. у насељу је живело 1778 становника. Насеље се налази на надморској висини од 683 м.

## Становништво
| 1936. | 1951. | 1961. | 1971. | 1981. | 1991. | 2001. | 2011. |
| ----- | ----- | ----- | ----- | ----- | ----- | ----- | ----- |
| 1.806 | 2.194 | 2.267 | 2.101 | 2.013 | 1.849 | 1.778 | 1.636 |